# Leptanthura argentinae
Leptanthura argentinae là một loài chân đều trong họ Leptanthuridae. Loài này được Kensley miêu tả khoa học năm 1982.